# Eva Duncker-Hofmann
Eva Duncker-Hofmann (* 21. April 1889 in Berlin; † nach 1949) war eine deutsche Schriftstellerin.

## Leben
Eva Annie Dora Ottonie Wilhelmine Hufnagel wurde am 21. April 1889 nichtehelich in der Wohnung ihrer Mutter Dora Duncker in der Hohenzollernstraße 8 (heute Hiroshimastraße 18) in Berlin geboren. Der Gerichtsassessor Otto Hufnagel zeigte die Geburt drei Tage später beim Standesamt an und bekannte sich zur Vaterschaft. Ein Jahr darauf heirateten ihre Eltern, ließen sich jedoch 1894 wieder scheiden.
Spätestens seit 1919 arbeitete Eva – die den Namen ihrer berühmten Mutter benutzte und sich Duncker-Hufnagel nannte – als Schriftstellerin.
1931 heiratete sie den Schriftsteller Wolfgang Carl Albert Hofmann und nannte sich fortan Duncker-Hofmann. Die Ehe wurde 1938 geschieden.
Vor dem Zweiten Weltkrieg lebte sie in der Georg-Wilhelm-Straße 21 in Halensee.
Nach dem Zweiten Weltkrieg lebte sie in Michendorf.

## Werke
- Das Haus Duncker. Ein Buchhändlerroman aus dem Biedermeier. Mit sieben Lichtdrucken. Gebr. Paetel, Berlin 1918.
- Kurhaus Wolkenstein. Diamant-Verlag, Berlin und Hannover 1949.